# Kim Ki Ryong
Kim Ki Ryong (kor. 김기룡, ur. 28 marca 1940, zm. 29 marca 2017) – północnokoreański dziennikarz i polityk. Redaktor naczelny dziennika Rodong Sinmun, głównego organu Komitetu Centralnego Partii Pracy Korei. Ze względu na przynależność do najważniejszych gremiów politycznych Korei Północnej, uznawany za członka elity władzy KRLD. 

## Kariera
Kim Ki Ryong urodził się 28 marca 1940 roku w mieście Hyesan (obecnie prowincja Ryanggang). Absolwent Uniwersytetu im. Kim Ir Sena w Pjongjangu. Karierę zawodową rozpoczynał w 1965 roku od pracy dziennikarza w gazecie Rodong Sinmun, naczelnym organie Komitetu Centralnego Partii Pracy Korei. Przez całe życie związany z mediami i aparatem państwowej propagandy KRLD.
Od maja 1985 członek komitetu redakcyjnego Rodong Sinmun. We wrześniu 1988 mianowany pierwszym wicedyrektorem Państwowego Komitetu Kontroli Wydawnictw, urzędu zajmującego się państwową cenzurą. Rok później, we wrześniu 1989 roku został szefem Narodowej Komisji Środków Masowego Przekazu (kor. 국가공보위원회 lub 조선공보위원회; był nim do sierpnia 1995). Ponadto od maja tego samego roku szef Koreańskiej Centralnej Agencji Prasowej (najlepiej znanej jako KCNA, w skrócie ang. Korean Central News Agency). Po raz drugi został szefem Agencji w sierpniu 2000 roku. Stanowisko to pełnił do października 2009 (następca: Kim Pyŏng Ho). Od stycznia 2010 roku do 29 marca 2017 redaktor naczelny gazety Rodong Sinmun, w której rozpoczynał karierę zawodową jako dziennikarz.
Deputowany Najwyższego Zgromadzenia Ludowego KRLD, parlamentu KRLD w IX, a także w XI i XII kadencji (tj. od kwietnia 1990 do września 1998 roku, a także od września 2003 do 29 marca 2017). W grudniu 1991 roku w ramach postanowień XIX Plenum 6. KC PPK został zastępcą członka Komitetu Centralnego Partii Pracy Korei, a po roku (grudzień 1992), po XX Plenum – pełnoprawnym członkiem KC. Na mocy postanowień 3. Konferencji Partii Pracy Korei 28 września 2010 roku po raz drugi zasiadł w Komitecie Centralnym PPK. 
Po śmierci Kim Dzong Ila w grudniu 2011 roku, Kim Ki Ryong znalazł się na wysokim, 43. miejscu w 233-osobowym Komitecie Żałobnym. Świadczyło to o formalnej i faktycznej przynależności Kim Ki Ryonga do grona ścisłego kierownictwa politycznego Koreańskiej Republiki Ludowo-Demokratycznej. Według specjalistów, miejsca na listach tego typu określały rangę polityka w hierarchii aparatu władzy.

## Odznaczenia
Odznaczony Orderem Kim Ir Sena (październik 1995), ponadto kawaler Orderu Kim Dzong Ila (luty 2012).